# Erzbistum Toluca
Das Erzbistum Toluca (lat.: Archidioecesis Tolucensis, span.: Arquidiócesis de Toluca) ist eine in Mexiko gelegene römisch-katholische Erzdiözese mit Sitz in Toluca.

## Geschichte

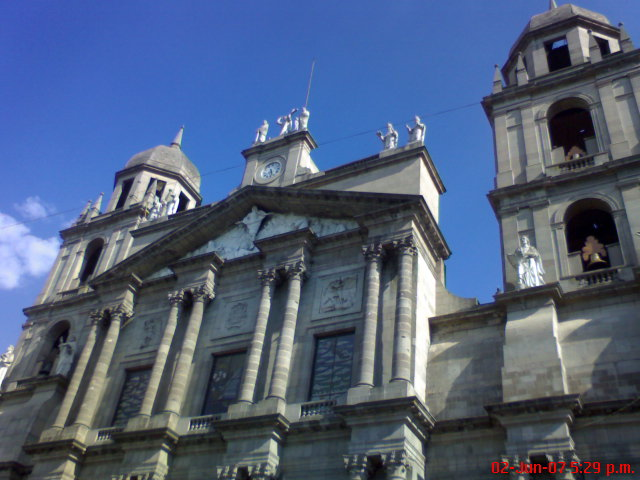
Kathedrale San José de Nazaret in Toluca

Das Bistum Toluca wurde am 4. Juni 1950 durch Papst Pius XII. mit der Apostolischen Konstitution Si tam amplo aus Gebietsabtretungen des Erzbistums Mexiko-Stadt errichtet und diesem als Suffraganbistum unterstellt. Am 27. Oktober 1964 gab das Bistum Toluca Teile seines Territoriums zur Gründung des mit der Apostolischen Konstitution Populo Dei errichteten Bistums Ciudad Altamirano ab. Weitere Gebietsabtretungen erfolgten am 3. November 1984 zur Gründung des mit der Apostolischen Konstitution Quandoquidem ad plenius errichteten Bistums Atlacomulco und am 26. November 2009 zur Gründung des Bistums Tenancingo.
Am 28. September 2019 erhob Papst Franziskus das Bistum Toluca in den Rang eines Erzbistums und Metropolitansitzes. Er ernannte den bisherigen Bischof Francisco Javier Chavolla Ramos zum ersten Erzbischof und unterstellte dem Erzbistum Toluca die bisher zur Kirchenprovinz Mexiko-Stadt gehörenden Bistümer Atlacomulco, Cuernavaca und Tenancingo als Suffragane.

## Ordinarien

### Bischöfe von Toluca
- Arturo Vélez Martínez, 1951–1979
- Alfredo Torres Romero, 1980–1995
- Francisco Robles Ortega, 1996–2003, dann Erzbischof von Monterrey
- Francisco Javier Chavolla Ramos, 2003–2019

### Erzbischöfe von Toluca
- Francisco Javier Chavolla Ramos, 2019–2022
- Raúl Gómez González, seit 2022